# Paraconchoecia
Paraconchoecia is een geslacht van kreeftachtigen uit de klasse van de Ostracoda (mosselkreeftjes).

## Soorten
- Paraconchoecia aequiseta (G.W. Müller, 1906)
- Paraconchoecia aleutica Chavtur, 1986
- Paraconchoecia allotherium (G.W. Müller, 1906)
- Paraconchoecia angusta Chavtur, 1986
- Paraconchoecia cophopyga (G.W. Müller, 1906)
- Paraconchoecia dasyophthalma (G.W. Müller, 1906)
- Paraconchoecia decipiens (Müller, G.W., 1906)
- Paraconchoecia dentata (G.W. Müller, 1906)
- Paraconchoecia diacanthus Cheng & Lin, 1994
- Paraconchoecia dorsotuberculata (G.W. Müller, 1906)
- Paraconchoecia echinata (G.W. Müller, 1906)
- Paraconchoecia gerdhartmanni Martens, 1979
- Paraconchoecia hirsuta (G.W. Müller, 1906)
- Paraconchoecia hoensis Poulsen, 1973
- Paraconchoecia inermis Claus, 1890
- Paraconchoecia mamillata (Müller, 1906)
- Paraconchoecia mesadenia (Ellis, 1985)
- Paraconchoecia oblonga Claus, 1890
- Paraconchoecia procera (Müller, 1894)
- Paraconchoecia spinifera Claus, 1890
- Paraconchoecia vitjazi (Rudjakov, 1962)